# مورتشيس
مورتشيس (بالفرنسية: Morchies)‏ هي بلدية تقع في إقليم باد كاليه من منطقة نور با دو كاليه في شمال فرنسا. تبلغ مساحة هذه المدينة 6.64 (كم²)، وترتفع عن سطح البحر 93 م، يبلغ عدد سكانها 182 نسمة حسب إحصاء المعهد الوطني للإحصاء والدراسات الاقتصادية سنة 2009 م. وترأس Evelyne Dromart البلدية خلال فترة (2008-2014).